# Ambrozjaster
Ambrozjaster (IV wiek) – imię anonimowego autora, który w drugiej połowie czwartego stulecia za pontyfikatu Damazego I (366–384) napisał Komentarze do Listów apostoła Pawła. W większości manuskryptów dzieło to przypisywane jest Ambrożemu lub Hilaremu. W niektórych manuskryptach nie wymienia się żadnego imienia, są również badacze, którzy za autora Komentarzy uznają Dekstera. Ambrozjaster jest również uważany za autora Zagadnień Starego i Nowego Testamentu.